# Tessa Andonegi
Teresa Andonegi Santamaría (San Sebastián, Guipúzcoa, 31 de agosto de 1968) es una actriz y presentadora de televisión.

## Formación
Comienza su formación artística en Littleton High School de Littleton, Colorado, EUA. A su regreso a su ciudad natal realizó estudios de Arte Dramático en Antzerti, escuela oficial dependiente del Gobierno Vasco. Posteriormente, ha realizado cursos de toda índole, entre los que cabe destacar un posgrado de escritura en la "Idazle eskola" de Bergara, dependiente de la UNED.

## Carrera
Su primera experiencia con el mundo del espectáculo fue interpretando un papel masculino, concretamente al hijo de Guillermo Tell en la obra de teatro Guillermo Tell tiene los ojos tristes (1991). Su carrera se ha desarrollado a caballo entre el teatro, la televisión y el cine.

## Teatro
Como actriz
- Guillermo Tell tiene los ojos tristes (Bederen 1, 1991)
- Nondik (Fregoli teatro, 1992)
- Los músicos de Bremen (Frégoli teatro, 1993)
- Makilakixki (Frégoli teatro, 1994)
- Lamiak (Ados teatroa, 1995)
- Arrautza delikatuak (Hika teatroa, 1999)
- El amigo de John Wayne (Ados teatroa, 2002)
- Las dos verdades (Tartean, 2005-2006)
- El principio de Arquímedes (Maskarada, 2014- )
- Actriz en la gala de clausura de Euskal Zinema Bilera de Lequeitio (2014)
- Teatrosolo (Dferia y Matías Umpierrez, 2015)
- Presentadora de la sección Perlas/Perlak del 63.er Festival de Cine de San Sebastián (2015)
- Presentadora y actriz en diversos actos con motivo de la capitalidad cultural europea de San Sebastián
- Actriz en "Time Machine Soup" DSS2016/Hika teatroa
- Actriz en "Jainko Basatia- Un Dios Salvaje", de Txalo produkzioak (2017- )
- Presentadora de la entrega de medallas al mérito ciudadano de San Sebastián (2017)
- Me too, actriz (2020-?)

Como Ayudante de dirección
- Euskal Off (Hika teatroa, 2000)
- El amigo de John Wayne (Ados teatroa, 2002)
- Ai ama! (Hika teatroa, 2003)
- Ixa-equis(Hika teatroa, 2004)
- Zeta-Seda (Hika teatroa, 2005)
- El vendedor de tiempo (Ados teatroa, 2006)
- Koadernoa zuri-Cuaderno en blanco(Hika Teatroa, 2016)

## Televisión
- Olé tus videos (Forta, 1992-93), presentadora
- Ene ba bideoak (ETB, 1992-93), presentadora
- Udako ene ba bideoak (ETB, 1993), presentadora
- 'H-egan (ETB, 1993), actriz
- Goenkale (ETB, 1994), actriz
- Benta Berri (ETB, 1996), actriz
- Jaun ta Jabe (ETB, 1996), actriz
- Como la vida misma (Tele Donosti, 1998), presentadora
- Va canal (Tele Donosti, 1999), presentadora
- Galdestreet (ETB, 1999-2000), presentadora
- Baietz gogoratu (ETB, 2002-2003), actriz y presentadora
- Martin (ETB, 2005), actriz
- Martin (Ayte. de dirección, ETB, 2006)
- Martin (ETB, 2006), actriz
- Esto no es serio, ¿o sí?  (ETB, 2007-08),subdirectora
- Balbemendi (ETB, 2008), actriz
- Goenkale (ETB, 1994, 2008-2015), actriz
- Irabazi arte (ETB, 2022-?)
- Eneflix (ETB, 2021-2023) , actriz
- Vaya Semanita (ETB2, 2024-¿?), actriz
- Querer (Movistar, 2024), actriz
- Romi (Mediaset, 2024), actriz

## Cine
- Entre todas las mujeres (1999, Lan zinema-Sendeja films) Largometraje.
- El misterio del maletín metálico (1999, Grupo Correo) Mediometraje.
- Goazen (2008, Pausoka) Largometraje.
- Mystikal, el viaje de Eldyn (2010, Dibulitoon Studio) Largometraje.